# ランダウ包囲戦 (1702年)
ランダウ包囲戦（ランダウほういせん、英語: Siege of Landau）はスペイン継承戦争中の1702年6月16日から9月12日まで行われた、バーデン＝バーデン辺境伯ルートヴィヒ・ヴィルヘルム率いる神聖ローマ帝国軍によるランダウの包囲。メラク伯爵率いる守備軍は激しく抵抗したが、3か月耐えたのちに降伏した。
戦争の初期である1701年では主にイタリア北部で戦闘が起こったが、翌年にはプファルツ選帝侯領での戦闘が起こった。ルートヴィヒ・ヴィルヘルム率いる帝国軍はシュパイヤーでライン川を渡り、続いて南進してランダウを包囲した。ニコラ・カティナ率いるフランス軍は優勢な敵軍に挑まず、大砲、爆弾と歩兵による攻撃でランダウの守備が徐々に弱くなっているのを遠目に眺めるだけにとどまった。メラクは重要な防御陣地を失うと、降伏することを余儀なくされた。しかしバイエルン選帝侯領がフランスに味方したため、旗色が悪くなったバーデン＝バーデン辺境伯は撤退した。次の戦闘は1702年10月14日のフリートリンゲンの戦いとなった。

## 背景
元々帝国都市だったランダウは1648年のヴェストファーレン条約によりフランス王国に割譲された。フランスの技術将校セバスティアン・ル・プレストル・ド・ヴォーバンの指導により、ランダウの防御工事は1688年春から3年間に渡って再建された。1689年の大火によりランダウ市の4分の3が燃え落ちたため、同じく技術将校のジャック・タラードにより市街地も一から設計された。1700年、タラードはランダウの北西にある山に冠堡を建て、防御をさらに増強した。クヴァイヒ川がランダウを南北に分けた。ランダウの要塞は八角型であり、8つの角にそれぞれ角堡があり、また要塞の周りには堀がある。堀の水門がよく設計されているため、守備軍は堀の水深を変えることができる。フラック（Fraque）と呼ばれる流れの速い水道に阻まれているため要塞の外周の3分の2からの襲撃は不可能である。フラックにかけてある橋がランダウと冠堡を繋げている。
スペイン継承戦争の戦闘は1701年にイタリアで始まり、プリンツ・オイゲン率いる帝国軍は巧妙な行軍でフランス元帥ニコラ・カティナ率いる大軍に勝利した。出鼻を挫かれたカティナはすぐアルザスの守備に回された。1701年9月7日、フランス王国の侵攻を止めるための大同盟が結成された。大同盟の参加国は神聖ローマ帝国、イングランド王国、ネーデルラント連邦共和国、ブランデンブルク辺境伯領、プファルツ選帝侯領やドイツ諸侯のほとんどである。フランスの同盟国はサヴォイア公国、ケルン選帝侯領、マントヴァ公国だった。
1702年初、バーデン＝バーデン辺境伯ルートヴィヒ・ヴィルヘルムはシュヴァーベン、フランケン、オーバーライン、ニーダーライン＝ヴェストファーレン帝国クライス、プファルツ選帝侯領の帝国軍の指揮権を与えられた。4月、辺境伯はシュパイアー近くでライン川西岸に渡り、続いて南に転じた。帝国軍はヴァイセンブルクとラウテルブルクを占領すると、ランダウに進軍した。プファルツ軍はルシュタットに軍営を設け、一方、ライニンゲン伯爵（Leiningen）率いる軍勢2千はゲルマースハイムを保持した。フリーセン伯爵ははじめ東岸のラシュタットにいたが、4月22日に渡河して辺境伯と合流した。24日、辺境伯は要塞を偵察した後、ランゲンカンデルで防御陣地を築いた。宣戦布告は5月15日に行われたが、神聖ローマ帝国が正式に戦争状態に入るのは10月6日のことだった。6月18日、辺境伯はライン川流域の全軍の指揮官に任命された。

## 両軍の勢力
バーデン＝バーデン辺境伯の軍勢は歩兵41個大隊25,900人と騎兵71個大隊10,920人だった。帝国軍が辺境伯の軍勢の大部分を占め、歩兵11個大隊8,400人（マルシーリ（Marsigli）歩兵連隊から4個大隊、テュンゲン（Thüngen）歩兵連隊から2個大隊、バーデン（Baden）、バイロイト（Bayreuth）、フュルステンベルク（Fürstenberg）、オスナブリュック（Osnabrück）、ザルム（Salm）歩兵連隊から1個大隊ずつ）と騎兵48個大隊8,000人（カシュテル（Castell）、クサーニ（Cusani）、ダルムシュタット（Darmstadt）、グロンスフェルト（Gronsfelt）、ホーエンツォレルン（Hohenzollern）、ハノーファー（Hannover）、ツァンテ（Zante）胸甲騎兵連隊およびシュティルム（Styrum）竜騎兵連隊からの6個大隊ずつ）だった。その次に多いのがプファルツ選帝侯領の歩兵4,800人（アンズパッハ（Anspach）連隊の1個大隊、イーゼルバッハ（Iselbach）、リューベック（Lübeck）、ザクセン＝マイニンゲン（Sachsen-Meiningen）連隊の2個大隊ずつ）と騎兵800人（ヴェーレン（Vehlen）とホフキルヒェン（Hofkirchen）胸甲騎兵連隊からの3個大隊ずつ）だった。

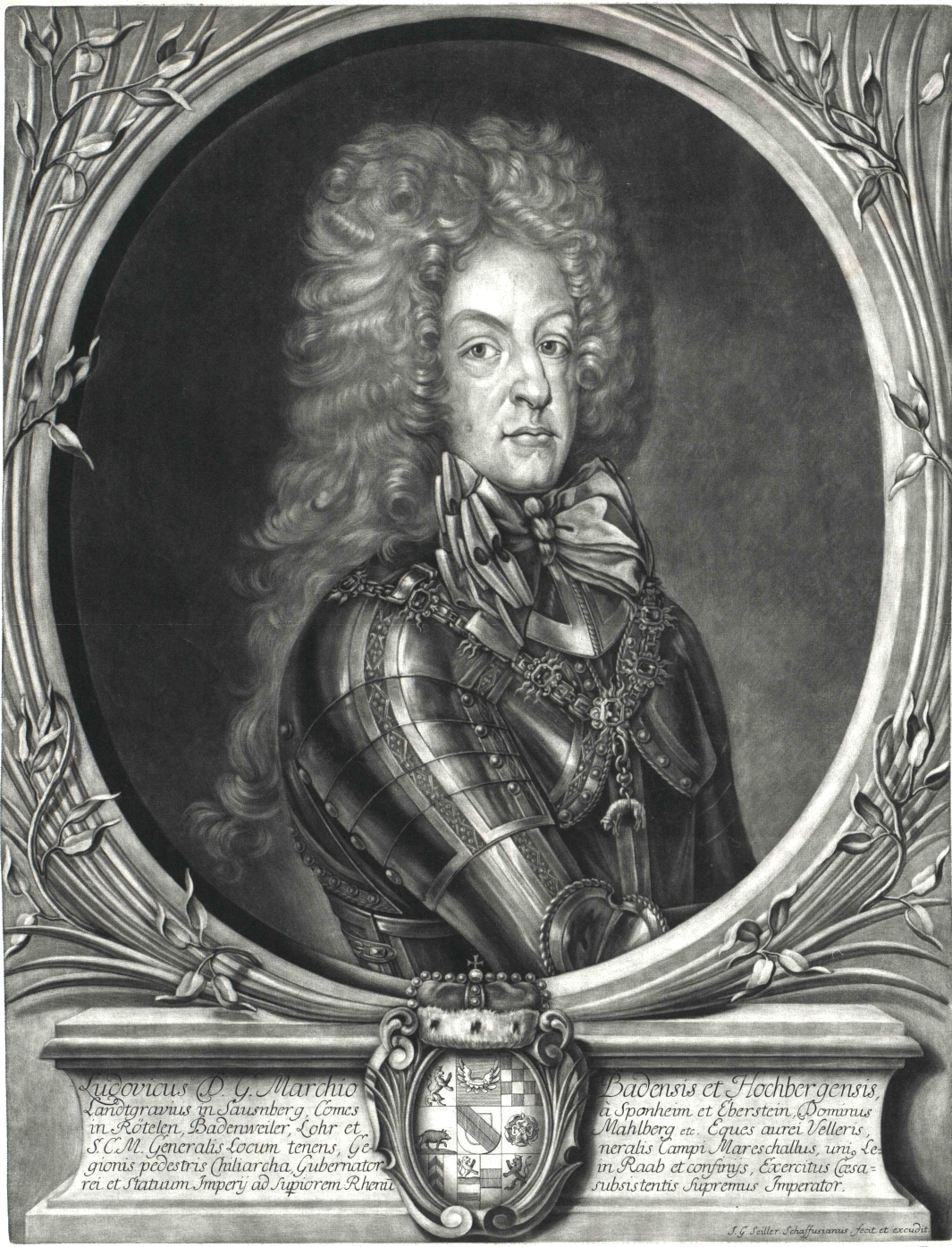
バーデン＝バーデン辺境伯ルートヴィヒ・ヴィルヘルム

ヴュルツブルクの派遣軍は歩兵3,000人（ビブラ（Bibra）歩兵連隊の3個大隊とフフス（Fuchs）歩兵連隊の2個大隊）と騎兵800人（シャード（Schad）竜騎兵連隊の4個大隊）で、シュヴァーベン軍は歩兵3,500人（バーデン＝バーデン（Baden-Baden、バーデン＝ドゥルラハ（Baden-Durlach）、フュルステンベルク＝メスキルヒ（Fürstenberg-Möskirch）、フュルステンベルク＝シュテューリング（Fürstenberg-Stühling）、ライシャッハ（Reischach）歩兵連隊から1個大隊ずつ）と騎兵240人（ヴュルテンベルク（Württemberg）竜騎兵連隊の2個大隊）だった。オーバーライン・クライスの軍勢は歩兵2,400人（ブットラル（Buttlar）とナッサウ＝ヴァイルブルク（Nassau-Weilburg）歩兵連隊から2個大隊ずつ）と騎兵360人（ダルムシュタット（Darmstadt）竜騎兵連隊の3個大隊）だった。マインツ選帝侯領の軍勢は歩兵2,400人（クーアマインツ（Kurmainz）とシュラッテンバッハ（Schrattenbach）歩兵連隊から2個大隊ずつ）と騎兵360人（ビブラ（Bibra）竜騎兵連隊の3個大隊）だった。ほかにもフランケン歩兵が1,400人おり（エルッファ（Erffa）とシュネーベリン（Schnebelin）歩兵連隊から1個大隊ずつ）、アンズパッハ（Anspach）、エッティンガー（Oettinger）、ヴュルテンベルク（Württemberg）近衛騎兵連隊からの1個大隊ずつもいた。
上記のリストは全ての帝国軍を含むわけではなかった。包囲軍をフランス軍の襲撃から防ぐべく、辺境伯は歩兵10個大隊と騎兵15個大隊をブランデンブルク＝バイロイト辺境伯クリスティアン・エルンストに委ねてラウテル川に派遣、ラシュタットには歩兵7個大隊と騎兵12個大隊を配置、オーバーラインには歩兵7個大隊と騎兵8個大隊を配置した。辺境伯の軍勢は6月までに歩兵3万2千と騎兵1万4千にまでなった。帝国軍の将官には辺境伯とともにスランカメンの戦いを戦ったハンス・カール・フォン・テュンゲン、ザクセン＝マイニンゲン公ベルンハルト1世、ヴュルテンベルク公カール・アレクサンダー、ナッサウ＝ヴァイルブルク伯ヨハン・エルンスト、フランツ・セバスティアン・フォン・テュルハイム、マクシミリアン・カール・アルブレヒト・フォン・レーヴェンシュタイン＝ヴェルトハイム＝ロシェフォールなどがいた。
帝国軍の大軍に直面したカティナ元帥のフランス軍は後退したが、ランダウには王立砲兵隊の2個大隊を援軍として残した。ランダウの守備軍は72歳のメラク伯爵エゼキエル・デュ・マ率いる歩兵4,095と騎兵240だった。メラクは当時1688年のプファルツ略奪での野蛮な破壊により悪名高かった。メラクの軍勢は砲手のほか、ネッタンクール（Nettancourt）歩兵連隊の2個大隊、サッレ（Sarre）、ブルボン（Bourbon）、ソワソネーズ（Soussonaise）歩兵連隊からの1個大隊ずつ、フォルサック（Forsac）騎兵連隊とメラク自由中隊からの2個大隊ずつもいた。自由中隊は敵軍からの脱走者で構成されていた。メラクの副官はレスペロー准将（l'Esperoux）で、歩兵の指揮官はダミニー准将（d'Amigny）、砲兵の指揮官はデュ・ブロイ（du Breuil）、工兵の指揮官はヴィラール（Villars）、冠堡の指揮官はコローム中佐（Colomes）だった。要塞が包囲された後、休暇中の士官たちは包囲を潜り抜けて要塞内の部隊と合流しようとした。5月18日、ゲスケ准将（Guesques）とネッタンクール大佐（Nettancourt）は城門のすぐ外でプファルツ騎兵に捕らえられた。一方、ダミニーは平民に変装して6月16日に入城した。ネッタンクールが捕虜になったため、ネッタンクール連隊はゴルネー大佐（Gournay）が指揮した。

## 包囲

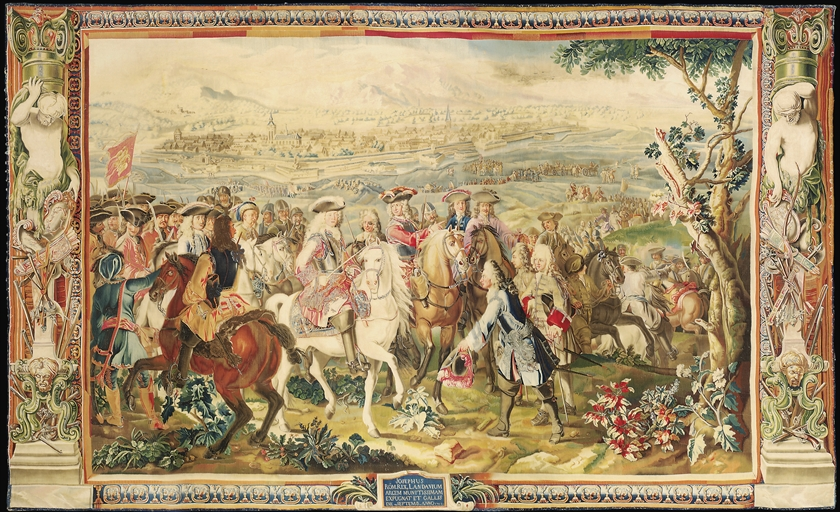
ランダウ包囲戦を描いているタペストリー。

1702年6月15日、辺境伯はランゲンカンデルの軍営を出て、ランダウ近郊まで軍を進めた。彼は軍を6つの軍営に散開させ、アルツハイムに本部を置いた。包囲は6月16日に始まり、3つの攻撃が計画された。まず、本丸となる南門への攻撃は辺境伯自らが指揮した。ナッサウ＝ヴァイルブルク伯とライニンゲン伯はプファルツ軍を率いてカイヒ川の土塁への陽動攻撃を行い、テュンゲンは冠堡を攻撃した。フランス軍は弾薬がふんだんにあったため包囲軍に猛攻、包囲軍も塹壕にいる兵士に重騎兵から提供されたヘルメットと胸当てを与えた。

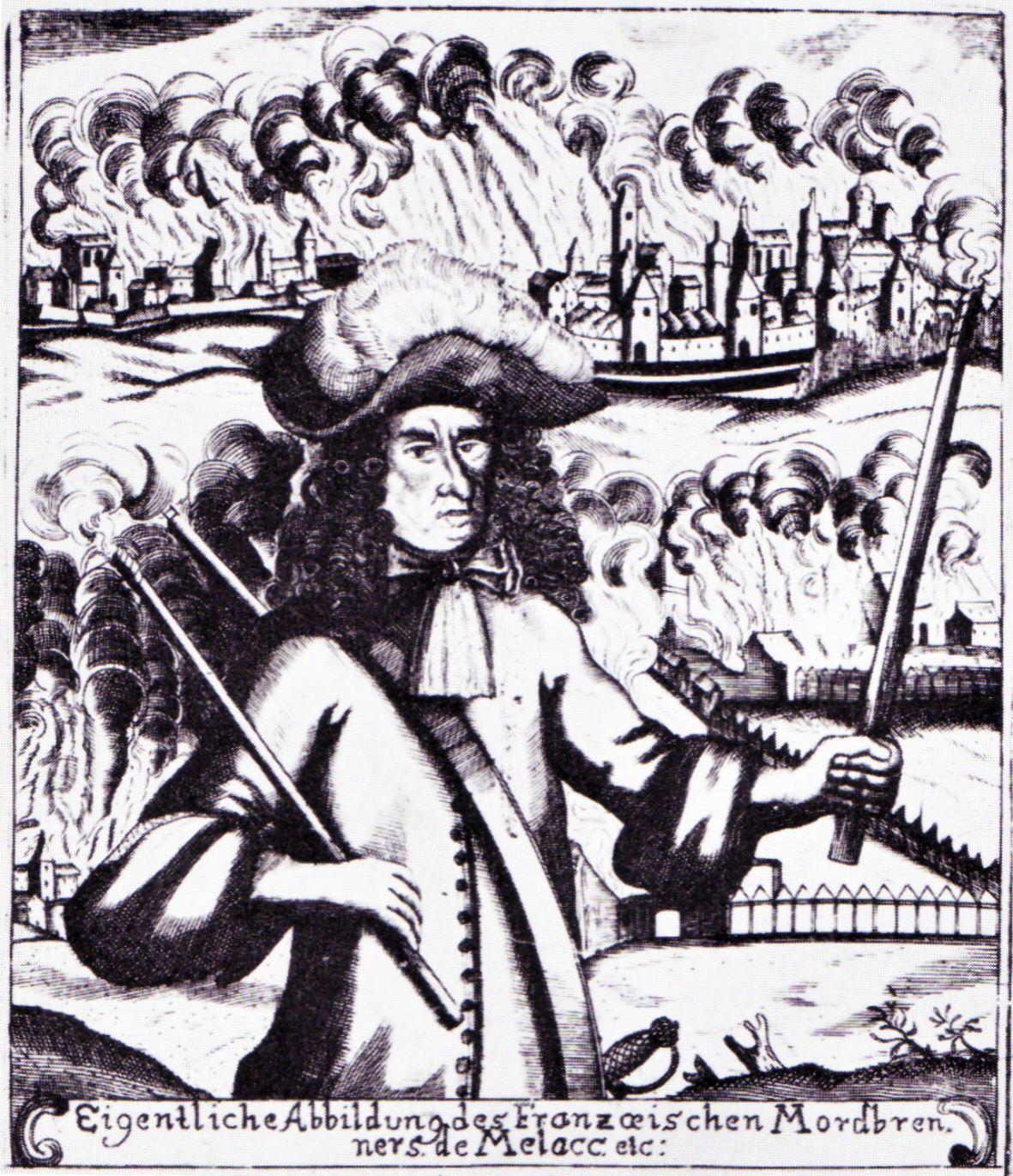
メラク伯爵エゼキエル・デュ・マは1688年のプファルツ略奪での野蛮な破壊により悪名高かった。

包囲の初期、包囲軍は攻城砲を所有していなかった。そのため、包囲軍が築いた砲台には野戦砲が配備されたが、それは砲撃しても城壁にほとんど損害を与えられない代物だった。レーヴェンシュタインが交渉を行った後、攻城砲がアウクスブルク、フランクフルト、ニュルンベルク、ウルムから提供された。また火薬はハーナウとダルムシュタットから提供された。ハルブ＝カルトハウネン砲（Halb-Karthaunen）42門、フィーアテル＝カルトハウネン砲（Viertel-Karthaunen）2門、臼砲13門を輸送していた部隊が6月21日に到着した。辺境伯は熟練砲手20名をプファルツから、22名をボヘミアから招聘した後、7月2日にランダウへの砲撃を開始した。7日にはボヘミア砲手60名が到着、その一部が9日に大砲8門を配備した新しい砲台に配置された。包囲軍は最終的には臼砲46門と大砲114門（30ポンド砲と24ポンド砲を含む）を使用した。
フランス軍は夜に紛れてソーティを派遣、包囲壕を破壊しようとした。メラクはソーティ襲撃のいくつかを自ら率いた。ロヴェーレというフランスの工兵は包囲軍に紛れることに成功したが、やがて露見して7月8日に捕らえられた。2つ目の平行壕は6月21日に、3つ目は7月16日に掘られた。メラクは7月26日に堀を浸水させた。3つの平行壕は8月2日に完成して繋がった。この時点で城壁に損害が見られるようになり、さらに外堡が1つまた1つと陥落した。そのため、フランスは外堡に埋められた地雷に頼り、撤退直前に導火線に火をつけることで包囲軍を死傷させようとした。包囲軍もそのような損害を防ぐべく逆地雷を敷設した。

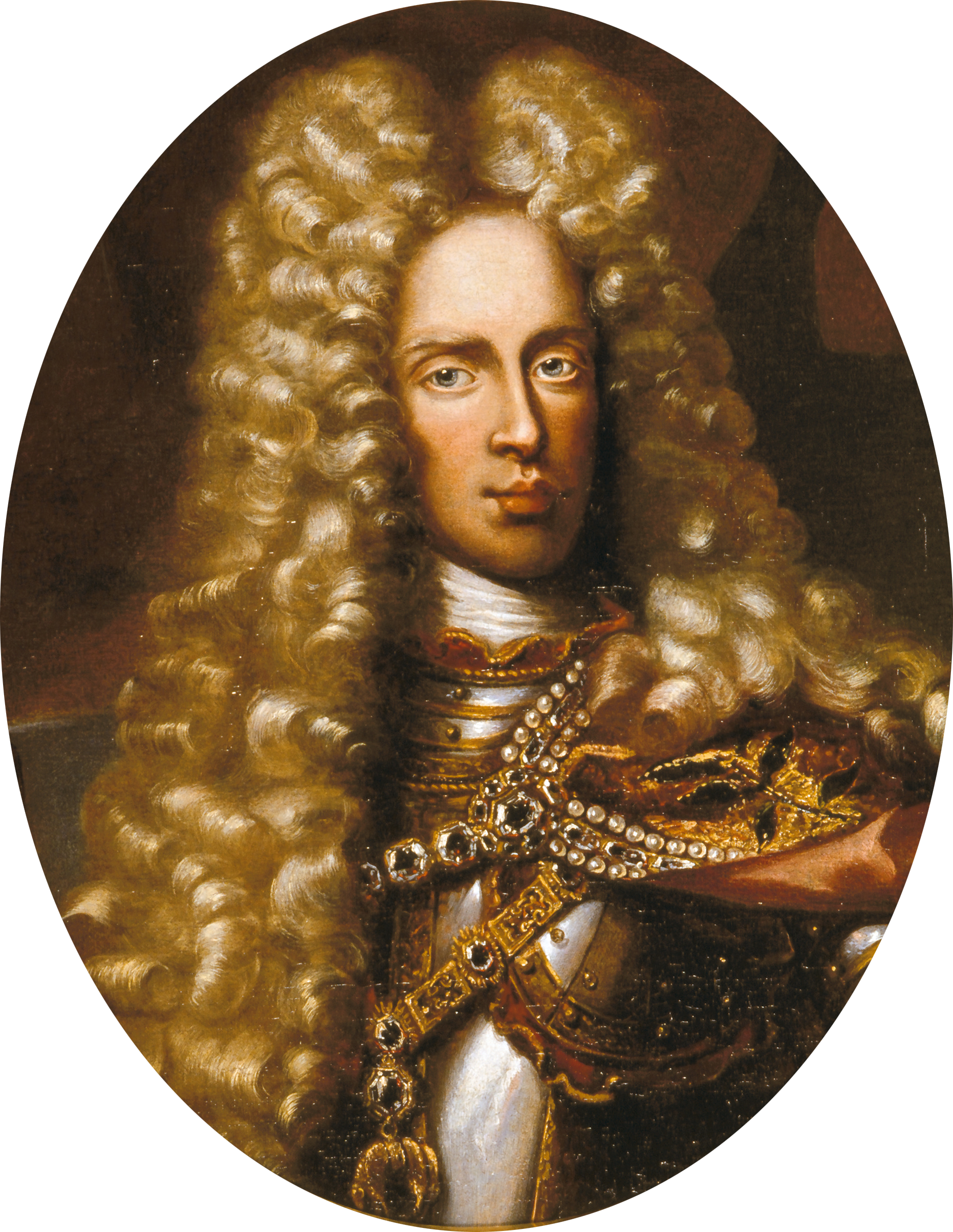
ヨーゼフ大公、1700年頃。

ヨーゼフ大公（後に神聖ローマ皇帝ヨーゼフ1世）は7月26日に廷臣250人を連れてランダウに到着した。彼は名目的に指揮を執ったが、実際の指揮は辺境伯が執り続けた。その2日後、帝国軍がヨーゼフ1世のために観兵式を行っている最中、メラクはカティナ率いる救援軍が向かってきていると勘違いして包囲軍の強襲に備えるよう命じた。実際の出来事がわかると、メラクは激怒して帝国軍に使者を送り、ヨーゼフの本部に砲撃したいのでその位置を教えるよう求めた。ヨーゼフの本部は要塞の射程外にあり、メラクにはフランス軍がその責務を果たすべき（「自分で探せ」という意味）と返信した。ヨーゼフは包囲線を巡視、大砲を照準した。ヨーゼフが砲手と話しているときに砲手が胸を銃撃される出来事もおこった。

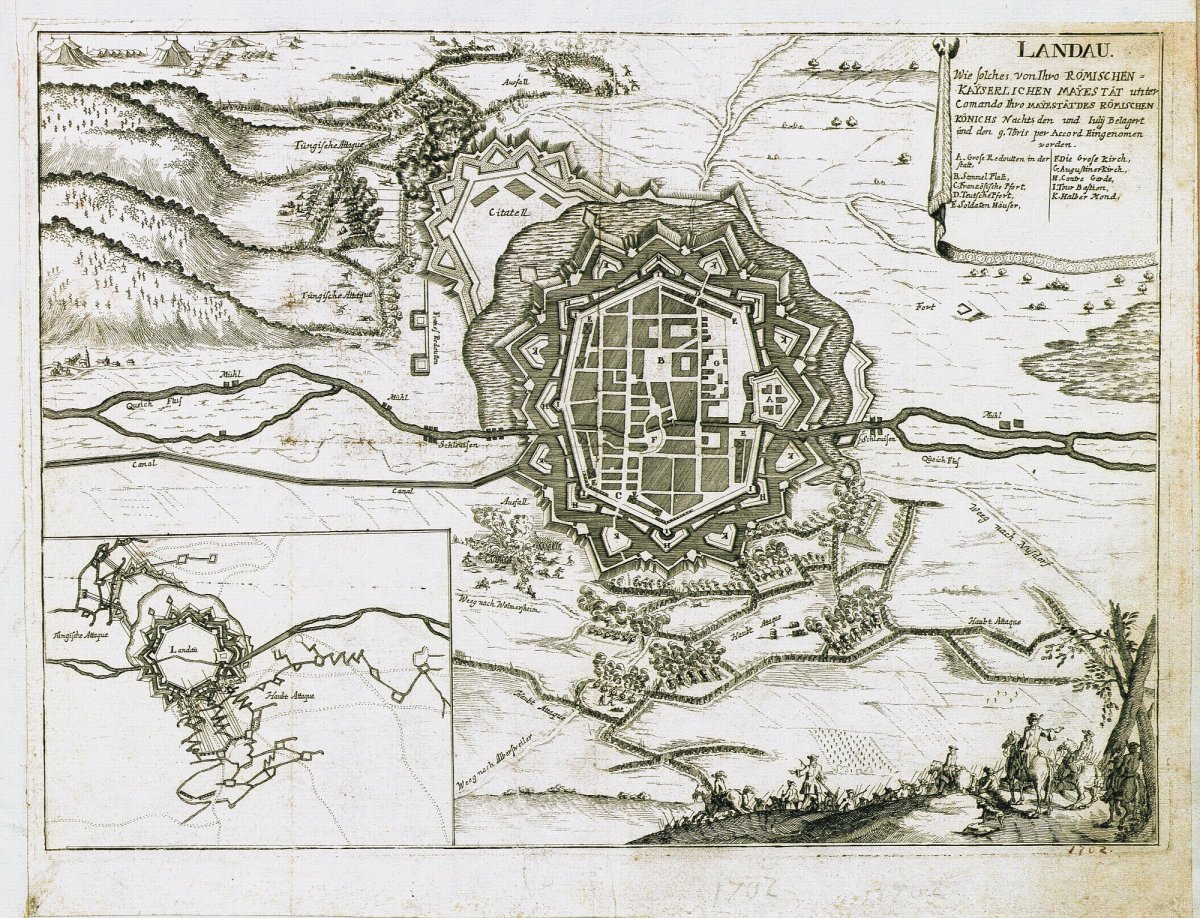
南からランダウへの攻撃、北西から冠堡への攻撃を示す地図。カイヒ川はランダウの西から東へと流れる。

包囲軍は8月初までに外壁の矢来から30ペースのところまで近づいた。8月6日の午後11時、爆弾が爆発して外壁に穴を開けた。テュールハイム（Thürheim）、ヘルベルシュタイン伯爵（Herberstein）、ソワソン伯爵はすぐに激しい嵐の最中、強襲縦隊を指揮した。守備軍も激しく抵抗したが、包囲軍は足場を確保した。同じ頃にはテュンゲンの軍のうちブランデンブルク＝アンスバッハ辺境伯ゲオルク・フリードリヒ2世とフュルステンベルク＝シュテューリンゲン伯爵プロスペル・フェルディナント・フィリップ（Prosper Ferdinand Philipp）率いる部隊が冠堡に強襲、外壁に足場を確保した。帝国軍は士官10人と兵士500人の損害を受け、フランス軍もほぼ同じ損害を負った。また8月16日にはソワソン伯爵が砲弾に撃たれて戦死した。
フランスの駐留軍は砲弾とマスケット銃弾が不足しはじめた。その足しとして窓の鉛を外して銃弾を作った。パンを作るための小麦粉はふんだんにあったが、それ以外の食糧が不足した。メラクは兵士に支払いをするために自分の銀の皿を溶かした。この時点では900人が戦死、800人が病院におり、残りの兵士は1,800人だけだった。フランス王ルイ14世やほかの将軍はカティナにランダウを救援するよう促したが、カティナは兵員不足を理由に断った。カティナからの救援がないとの報せはメラクに届けられた。
包囲軍は8月30日に要塞の前の坂に砲台を設置、大砲35門と臼砲23門が配備された。すぐに砲撃が開始され、9月8日にはラヴリンに穴が開いた。この時点では冠堡が瓦礫の山と化しており、メラクは駐留軍800しかいなかった冠堡には強襲を耐える力などないと考え、冠堡の放棄を決定した。冠堡は9月5日までに120人を残して放棄されたが、包囲軍はそれに気づかず、用心深く準備してから9月8日に冠堡の下で爆弾を爆発させ、直後に強襲を行った。冠堡の守備軍は斉射の後、爆弾を爆発させて、大砲2門の砲撃を援護に要塞へと撤退した。強襲部隊は多大な損害を出した。
9月9日、メラクは作戦会議を開き、要塞の降伏を決定した。同日の正午、メラクは白旗を揚げ、デュ・ブロイを交渉役として派遣した。10日、辺境伯とメラクはメラクの守備を称えた降伏文書に署名、守備軍は栄誉をもってランダウから退去、フランス軍との合流を許されたほか、自身の武器、行李、臼砲2門、6ポンド砲1門、12ポンド砲1門、24ポンド砲2門を持ち去ることも許された。9月12日、フランス軍は歩兵1個大隊と騎兵300人に護送されて去った。

## 結果
帝国軍は要塞の占領のほかには大砲46門と臼砲19門しか回収できず、残りは全て破壊されている。フリーセン伯爵（Friesen）率いる6個大隊がランダウに駐留することとなり、ヨーゼフ大公夫婦は9月17日にランダウを観覧した後、ウィーンへと戻った。ランダウの住民は包囲戦で大いに苦しみ、多くの家屋が破壊されたほか、商人たちが補給を提供した見返りの代金が支払われることはなかった。9月、バイエルン選帝侯領がフランスの同盟国として参戦、ウルムを占領した。バーデン＝バーデン辺境伯はそれまでアルザスを征服しようとしたが、彼は代わりにライン川東岸に渡って南ドイツの諸侯を守った。カティナはクロード・ルイ・エクトル・ド・ヴィラールに小さな軍勢の指揮を渡してライン川東岸に送り出し、ヴィラールは1702年10月14日のフリートリンゲンの戦いで辺境伯を破った。
1703年、ザームエル・オッペンハイマーの破産と財政の不始末により帝国軍の状況が大きく悪化、バーデン＝バーデン辺境伯は自軍の兵士への支払いが滞っていることへの不満を漏らしたがそれを解決することはできなかった。一方、ヴィラールの軍勢はブライスガウ地方から帝国軍を追い出し、ケール包囲戦も1703年3月9日に決着した。タラール公爵カミーユ・ドスタンがモーゼル川を渡ってヴィラールと合流したがシュトルホーフェン線で辺境伯に阻まれて北上できなかったため、ヴィラールは代わりに東進してバイエルン選帝侯マクシミリアン2世エマヌエルと合流した。辺境伯が戦闘もせずにヴァイセンブルク線を放棄すると、タラールがランダウを奪回するための準備が整った。